# Jean Gery
Jean Gery (noto anche come Jean Jarry, Yan Jarri o Jean Henri; 1638 circa – 1690?) è stato un esploratore francese.
Partecipò alla spedizione di La Salle per fondare una colonia francese in Texas, ma nel 1685 disertò dalla spedizione. Successivamente divenne il capo di una tribù di indiani Coahuiltecan, sostenendo di essere stato inviato da Dio per governare su di loro. Alcuni anni dopo fu portato prima a Monclova e poi a Città del Messico da Alonso de León, il governatore spagnolo di Coahuila.
Gery venne interrogato da agenti spagnoli, ma non riuscì a raccontare una storia coerente, nonostante avesse sempre affermato di provenire da un forte francese ad est. Anche se gli spagnoli avevano concluso che Gery era pazzo, fu inviato insieme a De León in una spedizione per individuare questo forte. Nonostante l'instabilità mentale Gery, fu prezioso come interprete e guida, portando gli spagnoli fino ai resti di Fort Saint Louis il 20 aprile 1689.
Dopo il suo ritorno a Coahuila, De León mandò Gery per incontrarsi con i rappresentanti di una tribù indiana presso il Rio Grande. Questa è l'ultima menzione nota di Gery, che probabilmente morì prima della successiva spedizione di De León in Texas. "In questo viaggio ho dolorosamente perso il vecchio francese," scrisse De León tempo dopo, "a causa della sua conoscenza di tutte le lingue indiane della regione. Egli mi era sempre stato fedele. Solo con il suo aiuto è stato possibile scoprire l'insediamento da cui proveniva".